# Aeroportul Kleinzee
Aeroportul Kleinzee (IATA: KLZ, ICAO: FAKZ) este un aeroport din Kleinsee, Nama Khoi Local Municipality⁠(d), Namakwa District Municipality⁠(d), Provincia Northern Cape, Africa de Sud.
Situat la o altitudine de 82 m, aeroportul dispune de o singură pistă.